# Parahydromys asper
Genre
Espèce
Statut de conservation UICN

 LC  : Préoccupation mineure
Parahydromys asper est la seule espèce du genre Parahydromys. C'est un rongeur de la sous-famille des Murinés que l'on rencontre en Nouvelle-Guinée.

## Répartition

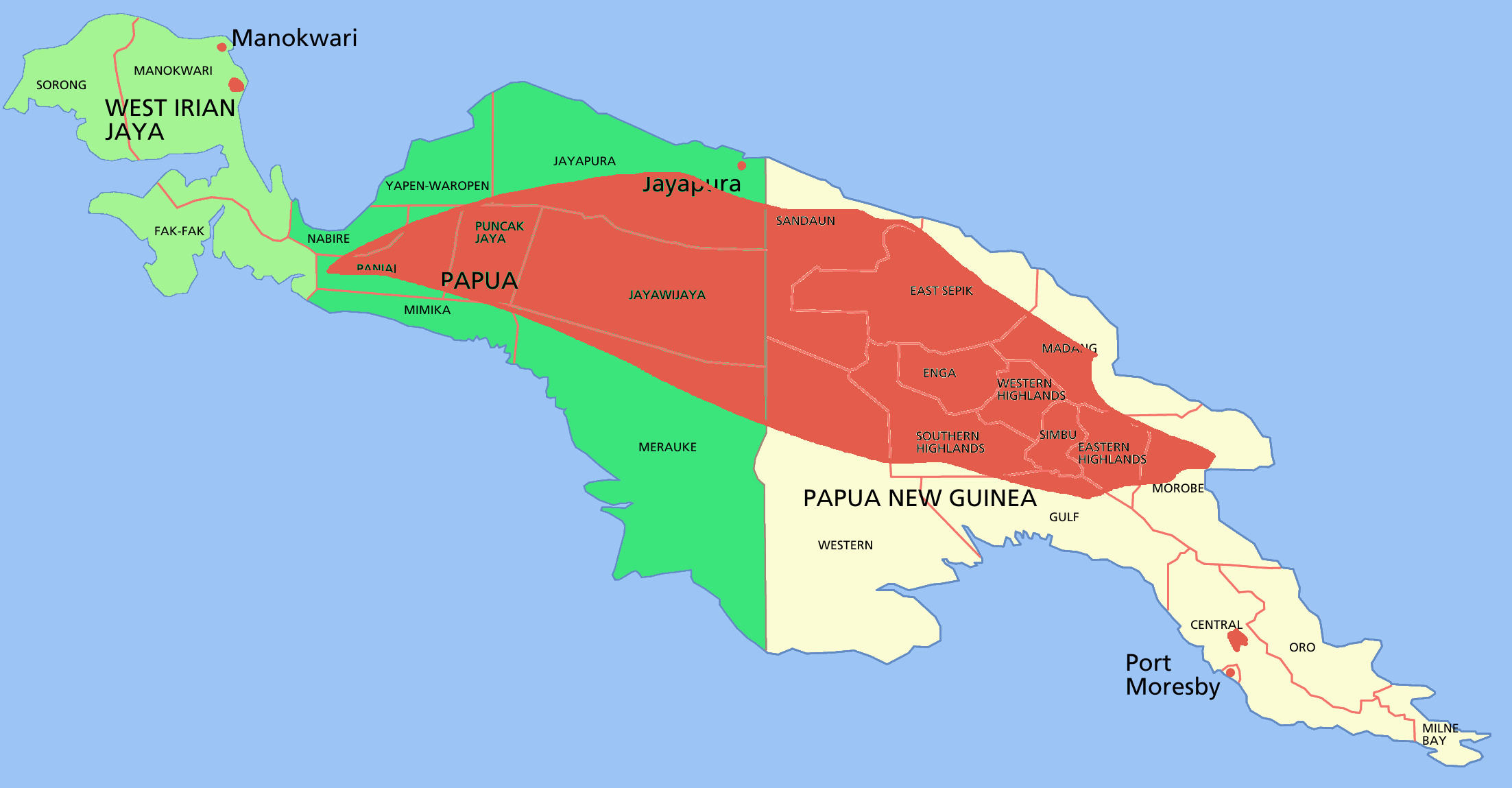
Parahydromys asper

- Parahydromys asper